# Assenede
Assenede (Pronunciación  holandesa:[ˈɑsəneːdə]) es un municipio ubicado en la provincia de Flandes Oriental en Bélgica. El municipio comprende las ciudades de Assenede, Bassevelde(), Boekhoute (nl) y Oosteeklo(nl). Al 1 de enero de 2018, Assenede tenía una población de 14 200 habitantes. El área total es de 87,22km² por lo  que la densidad de población es de 163 habitantes por km².

## Historia
Assenede es una de las villas más antiguas en Flandes. La mención más antigua de data del siglo X.
La investigación histórica local está hecha por el "Twee Ambachten". Etnológicamente, no hay ningún consenso sobre el nombre Assenede. Según algunas fuentes el nombre proviene "essen aan de Ede". El "es" significa "ceniza" y "Ede" era una corriente acuática de tamaño medio.

## Demografía

### Evolución
Todos los datos históricos relativos al actual municipio, el siguiente gráfico refleja su evolución demográfica, incluyendo municipios después de efectuada la fusión el 1 de enero de 1977.
| Gráfica de evolución demográfica de Assenede entre 1846 y 2018 |
|                                                                |

## Galería

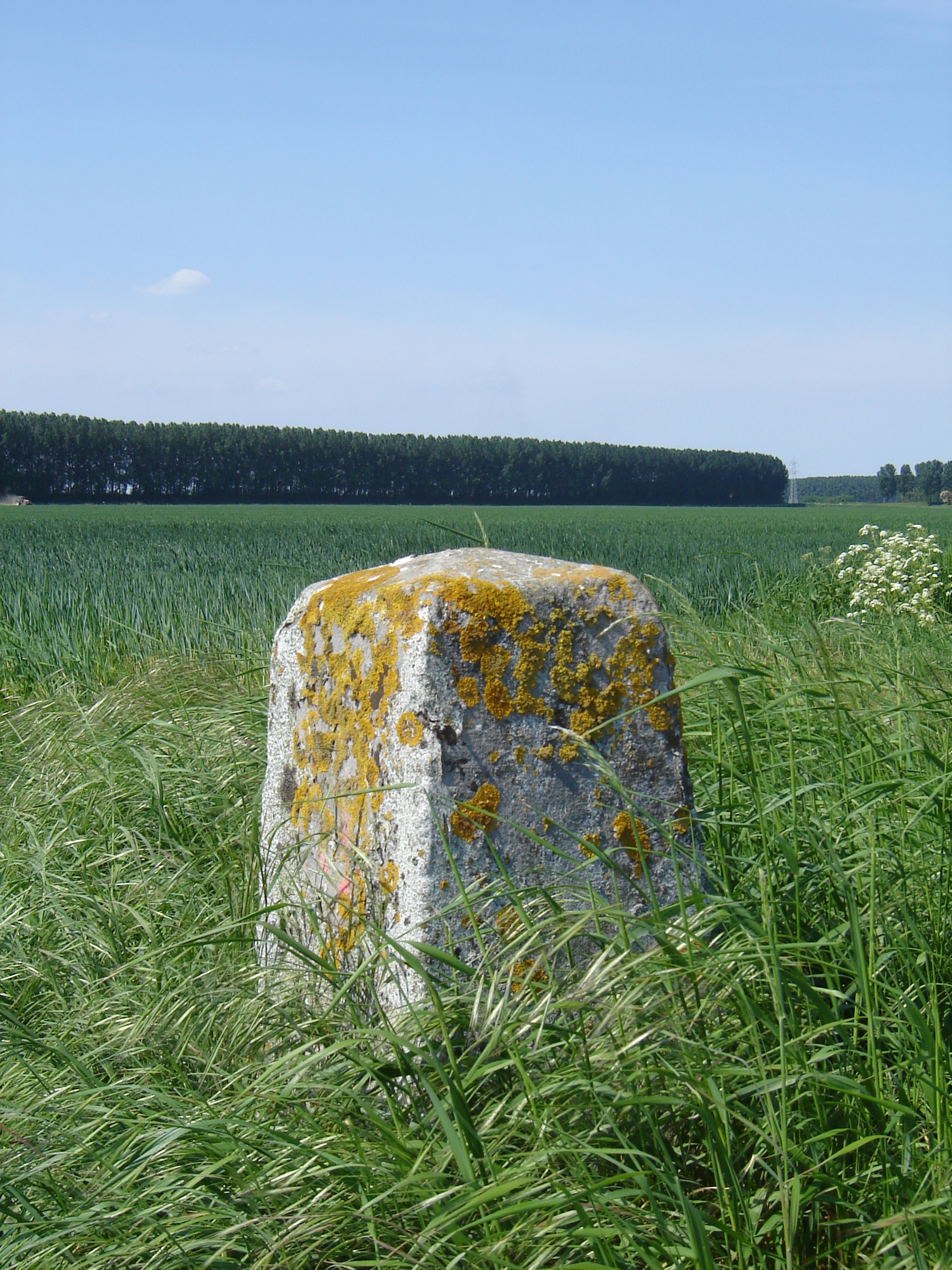
Piedra en la frontera entre Países Bajos y Bélgica.
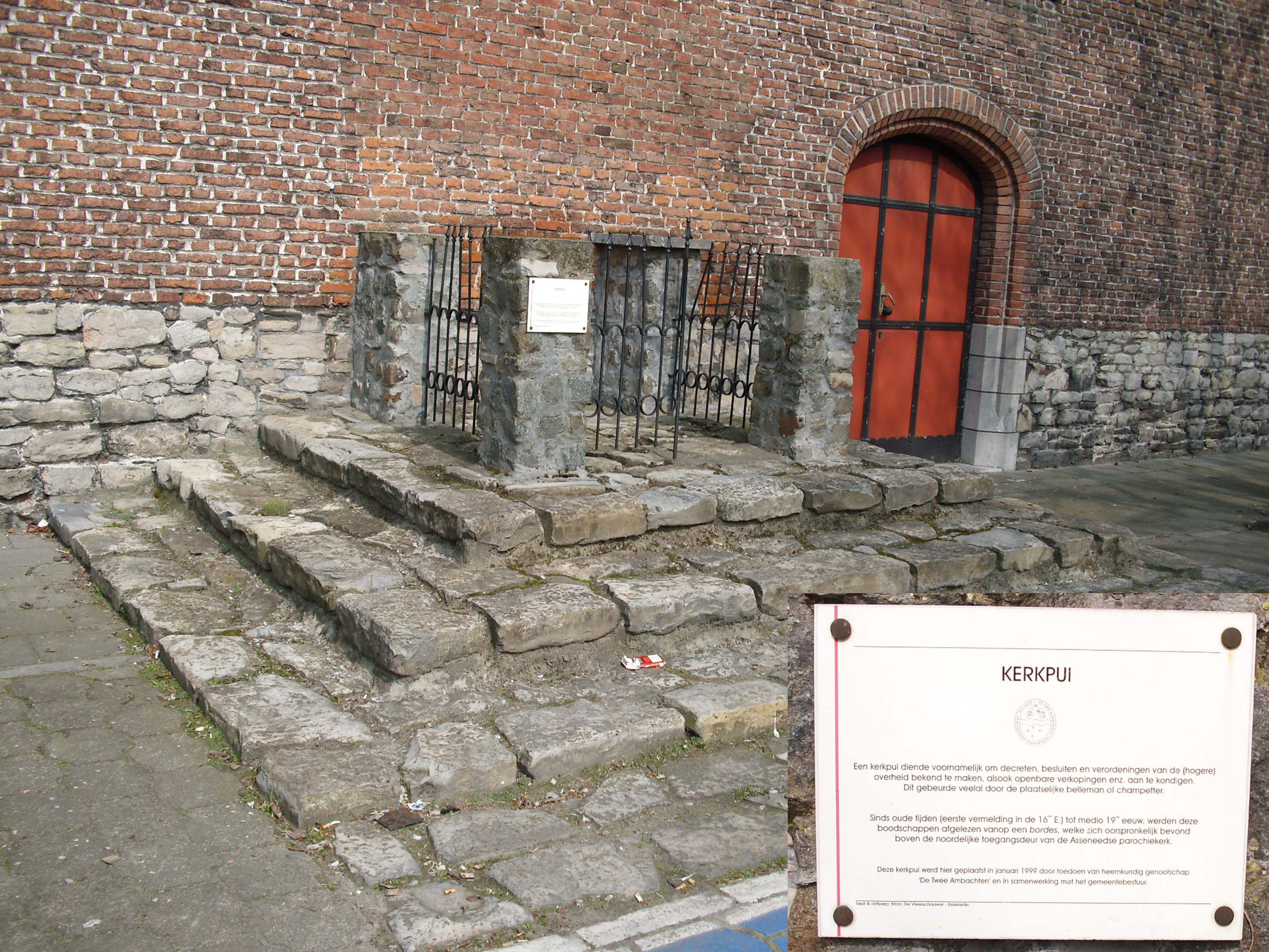
Assenede kerkpui
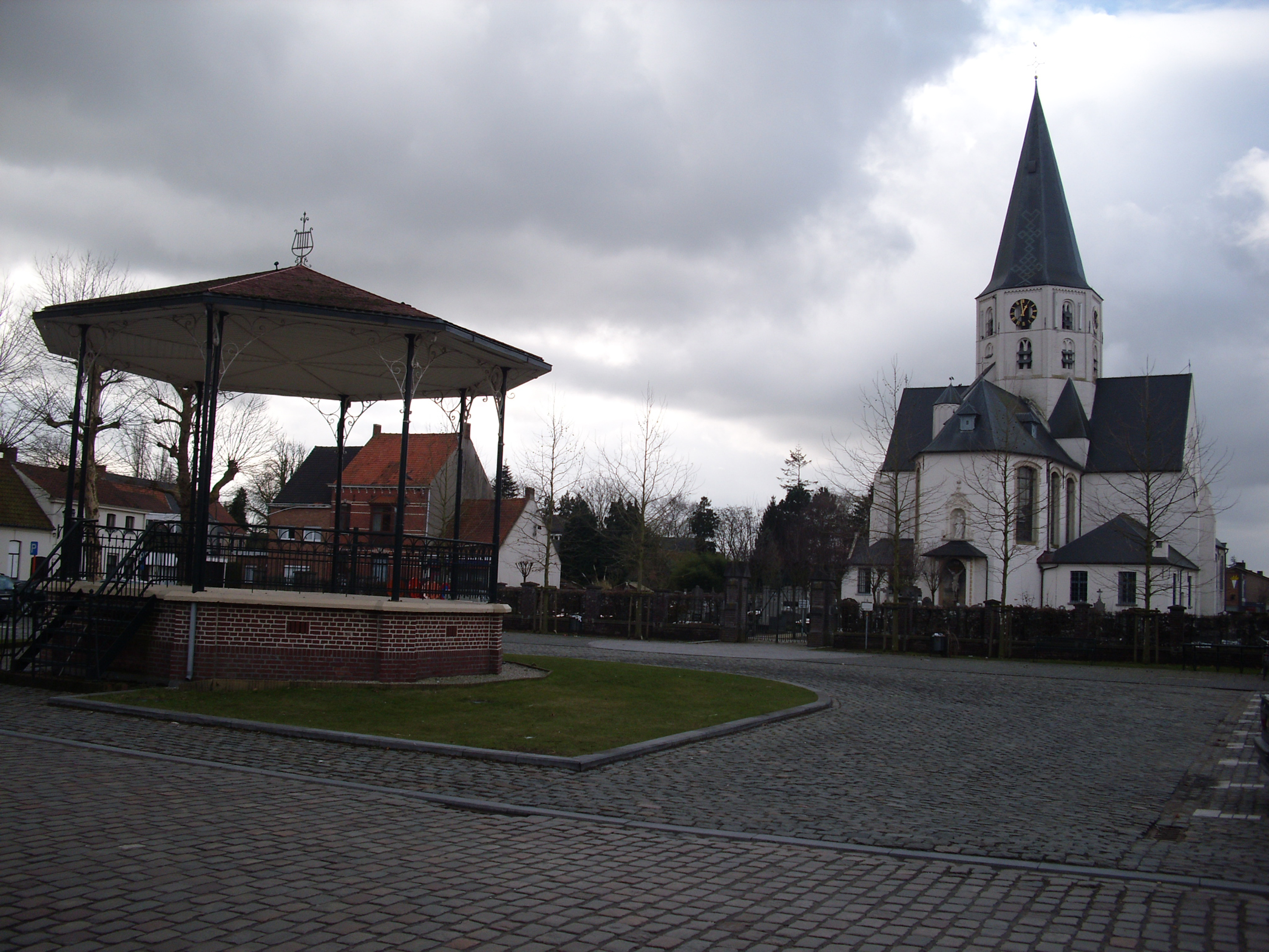
Iglesia y quiosco en Bassevelde
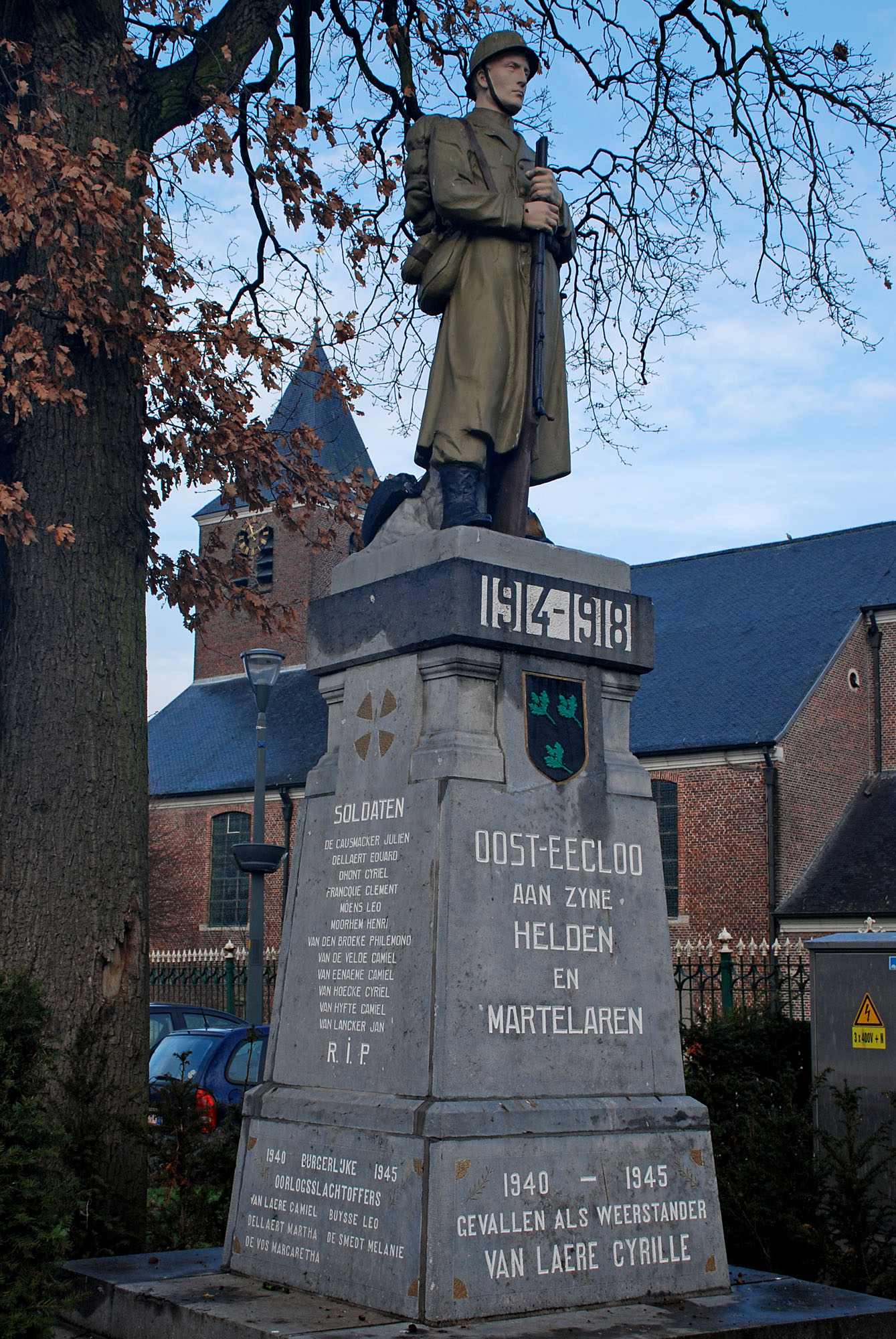
Monumento de guerra en Oosteeklo
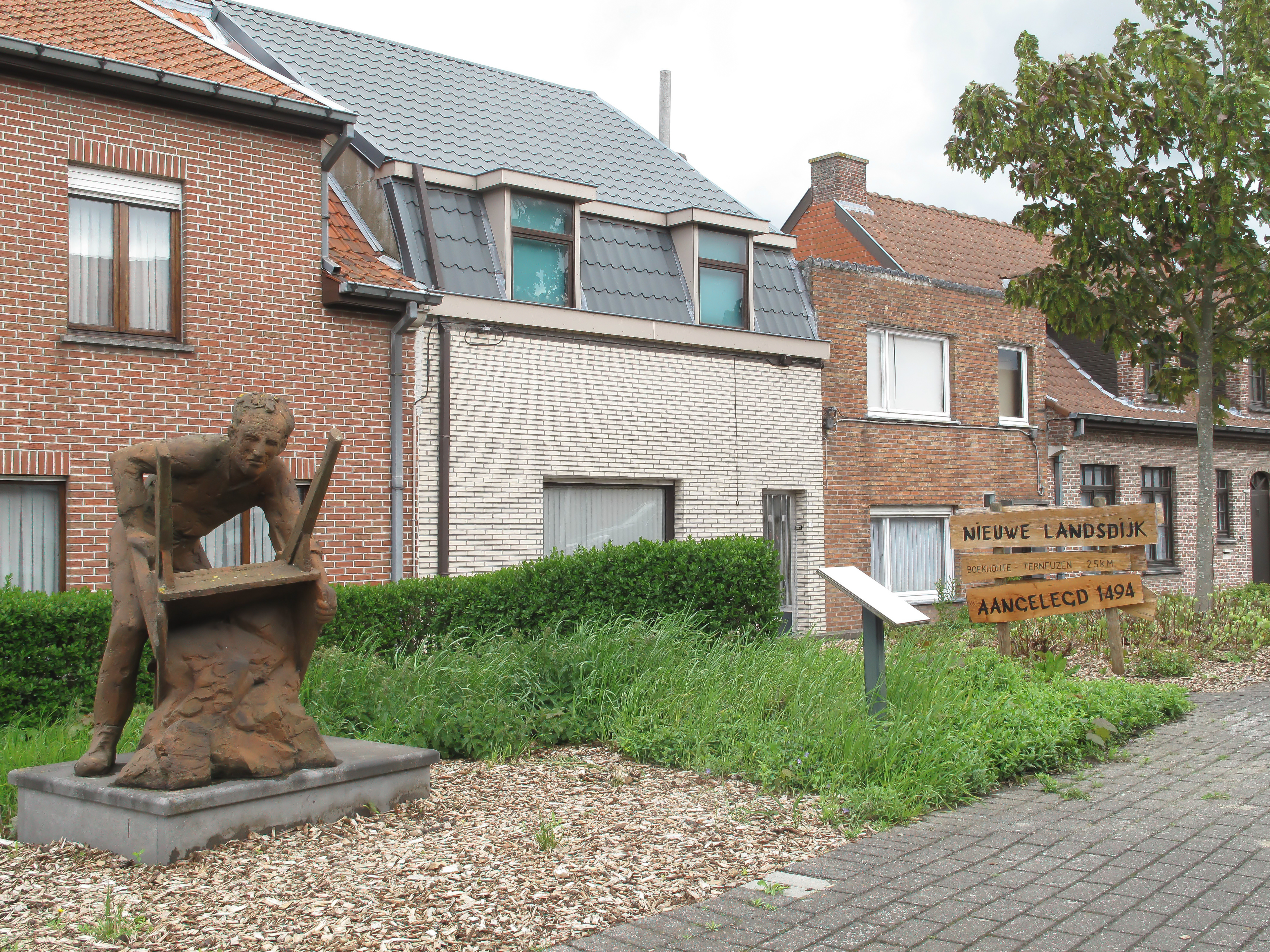
Monumento para la construcción del Landsdijk